# 김효정 (배우)
김효정 (1982년 7월 18일 ~ )은 대한민국의 뮤지컬 배우이다.

## 이력
2002년 연극배우 첫 데뷔하였고 2004년 뮤지컬배우 데뷔하였다.

## 학력
- 서울종합예술학교 실용무용학과

## 출연

### 뮤지컬
- 2009 뮤지컬사랑하면 춤을 춰라
- 2010 뮤지컬금발이 너무해

## 가족 관계
- 김정화 (동생)

## 수상
- 2005 이성무용경연대회 재즈부문 특상
- 2008 코리아 인 모션 최우수작품상